# Médico de familia
Médico de familia è una serie televisiva spagnola prodotta da Globomedia per Telecinco.

## La serie
Tenendo conto delle difficoltà, un giovane medico, il dottor Nacho Martin (Emilio Aragón), vedovo con tre figli e un nipote adolescente a carico, deve ricostruire la loro vita familiare. È presente anche la sua cognata interpretata da Lydia Bosch, che finisce per sposare e assieme avranno due gemelli. C'è anche la presenza di Julio, il suo migliore amico, e di tutti i colleghi del centro sanitario dove lavora Nacho.
La serie racconta i problemi familiari, personali e professionali che accadono durante la serie. Nella serie spiccano anche il padre di Nacho e la domestica Juani, (Luisa Martín).
È stata una delle poche serie, insieme a Farmacia de guardia, 7 vidas, Aquí no hay quien viva e Aída che ha segnato la televisione divenendo la serie televisiva più seguita per i 5 anni di emissione.
Secondo El Mundo, il segreto della serie è stato accontentare tutti, senza far dispiacere nessuno. La serie strategicamente ha rappresentato la classe media (Nacho e Alicia), la classe operaia (Poli, Juani e Marcial), adolescenti, bambini e anziani.

## Episodi
La serie è composta da 9 stagioni, trasmesse in prima visione sul canale televisivo Telecinco dal 1995 al 1999.
- La prima stagione è stata trasmessa dal 15 settembre al 12 dicembre 1995.
- La seconda è stata trasmessa dal 5 marzo al 4 giugno 1996
- La terza stagione è stata trasmessa dal 1º ottobre al 24 dicembre 1996
- La quarta stagione è stata trasmessa dal 1º aprile al 24 giugno 1997
- La quinta stagione è stata trasmessa dal 23 settembre al 23 dicembre 1997.
- La sesta stagione è stata trasmessa dal 14 aprile al 30 giugno 1998.
- La settima stagione è stata trasmessa dal 15 settembre al 15 dicembre 1998.
- L'ottava stagione è stata trasmessa dal 13 aprile al 6 luglio 1999.
- La nona e ultima stagione è stata trasmessa dal 21 settembre al 21 dicembre 1999.

| Stagione         | Episodi | Prima TV Spagna |
| ---------------- | ------- | --------------- |
| Prima stagione   | 14      | 1995            |
| Seconda stagione | 13      | 1996            |
| Terza stagione   | 13      | 1996            |
| Quarta stagione  | 13      | 1997            |
| Quinta stagione  | 14      | 1997            |
| Sesta stagione   | 12      | 1998            |
| Settima stagione | 14      | 1998            |
| Ottava stagione  | 13      | 1999            |
| Nona stagione    | 13      | 1999            |

## Premi

### 1995
- Premio TP de Oro
  - A la mejor serie nacional.
  - Al mejor actor (Emilio Aragón).
  - Nominación a la mejor actriz (Lydia Bosch).

### 1996
- Premio Ondas de Televisión.
- Premio TP de Oro
  - A la mejor serie nacional.
  - Al mejor actor (Emilio Aragón)
  - Nominación a la mejor actriz (Lydia Bosch y Luisa Martín).
- Premio de la Asociación de Telespectadores y Radioyentes.
- Premio del 37º Festival de Cine y Televisión de Iberoamérica a mejor actriz de reparto (Luisa Martín).
- Fotogramas de Plata:
  - Nominación al mejor actor (Emilio Aragón)
  - Nominación a la mejor actriz (Lydia Bosch).
- Unión de Actores:
  - Nominación al premio a la mejor actriz secundaria (Luisa Martín).

### 1997
- Premio TP de Oro
  - A la mejor serie nacional.
  - Al mejor actor (Emilio Aragón).
  - Nominación a la mejor actriz (Lydia Bosch y Luisa Martín).
- Premio Fotogramas de Plata
  - A la mejor actriz de televisión (Ana Duato).
  - Nominación al mejor actor de televisión (Emilio Aragón).
- Premio de la Unión de Actores
  - Al mejor actor de reparto (Antonio Molero).
  - A la mejor actriz secundaria (Luisa Martín).
- Nominación al mejor actor secundario (Jorge Roelas)
- Nominación a la mejor actriz secundaria (Lola Baldrich).
- Premio Zapping a la mejor serie.
- Premios Geca:
  - Al programa más visto de Telecinco.
  - A la serie nacional más vista.
  - Al programa más visto de la temporada 1996-1997.
- Premios Paz del Mundo por la difusión de valores de paz, solidaridad y humanismo.
- Premio de la Asociación Nacional de Informadores gráficos de prensa y televisión a la mejor serie de televisión del año.

### 1998
- Premio TP de Oro
  - A la mejor serie nacional.
  - A la mejor actriz (Lydia Bosch).
  - Nominación al mejor actor (Emilio Aragón).
- Fotogramas de Plata:
  - A la mejor actriz (Lydia Bosch)
  - Nominación al mejor actor (Emilio Aragón).
- Nominación al Premio de la Unión de Actores al mejor actor secundario (Antonio Molero)
- Premio Zapping a la mejor serie.
- Antena de Oro.
- Premio Corazón de oro
- Premio Interrogación 1998 (de la Asociación para el Síndrome de Down de Pontevedra).
- Premio Cambio 16 al mejor actor (Emilio Aragón).
- Premios Geca:
  - Al programa más visto de Telecinco.
  - A la serie nacional más vista.
  - Al programa más visto de la temporada 1997-1998.

### 1999
- Premio TP de Oro
  - A la mejor actriz (Lydia Bosch)
  - Nominación al mejor actor (Emilio Aragón).
  - Nominación a la mejor actriz (Luisa Martín).
  - Nominación a la mejor serie nacional.
- Premio Zapping a la mejor serie.
- Premio Imagen mayor del año para Pedro Peña, Luis Barbero y Gemma Cuervo.
- Nominación a los premios de la Unión de Actores: Mejor actriz de reparto (Inmaculada Machado)

## Guest star
Molti personaggi famosi come cantanti, presentatori ecc. hanno partecipato in qualità di guest star.
- Cantanti: Montserrat Caballé, Montserrat Martí, Celia Cruz, Ricky Martin, Britney Spears
- Sportivi: Julen Guerrero, Yago Lamela, Achille Emana.
- Presentatori: Pepe Navarro, Belinda Washington, Chapis, María Teresa Campos, Iñaki Gabilondo, Fernando Ónega, Àngels Barceló, Antonio Lobato, Manuela Velasco
- Altri: Miliki, Rita Irasema, Judit Mascó.

## Il format
Il format di questa serie televisiva è stato esportato in vari Paesi, tra i quali Germania, Belgio, Finlandia, Italia, Portogallo, Russia. La versione italiana dal titolo Un medico in famiglia ha un notevole successo in termini di ascolti, secondo le rilevazioni statistiche della Auditel e con all'attivo ben 10 stagioni, superando quindi la versione spagnola.